# آقاجان‌لی
آقاجان‌لی (به ترکی آذربایجانی: Ağacanlı) یک منطقهٔ مسکونی در جمهوری آذربایجان است که در شهرستان حاجی‌قبول واقع شده‌است. آقاجان‌لی ۳۵۱ نفر جمعیت دارد.